# Barry Bailey
Barry Bailey (Decatur (Georgia), 12 juni 1948 – 12 maart 2022) was een Amerikaans gitarist. Hij begon op zijn twaalfde met gitaarspelen.
Bailey speelde in allerlei onbekende band zoals The Imperials, The Vons en Wayne Loguidice and the Kommotions. Bailey werd rond 1970 aangetrokken om de huisband van Studio One te Doraville, Georgia vorm te geven. De basis van die band was al gelegd door producent Buddy Buie (studio-eigenaar), Robert Nix en Dean Daughtry. In eerste instantie was Bailey betrokken bij de opname van een album voor Al Kooper (Naked Songs). De studioband zag meer mogelijkheden en begon eigen muziek op te nemen en uit te geven onder de naam Atlanta Rhythm Section. Na een wankele start had de band midden en eind jaren 70 grote successen, maar dan toch voornamelijk in de Verenigde Staten. Hij bleef lid van die band tot 2006, het doek was toen al lang voor ARS gevallen, maar ze trad nog wel op. Ondertussen speelde hij mee op albums van Tim Wilson, ook uit Georgia.
- MusicBrainz: 5361735b-b28d-4469-8223-d0b41d7de773
- Nationale Bibliotheek van Tsjechië: xx0064860
- Virtual International Authority File: 85721716